# 카투피리

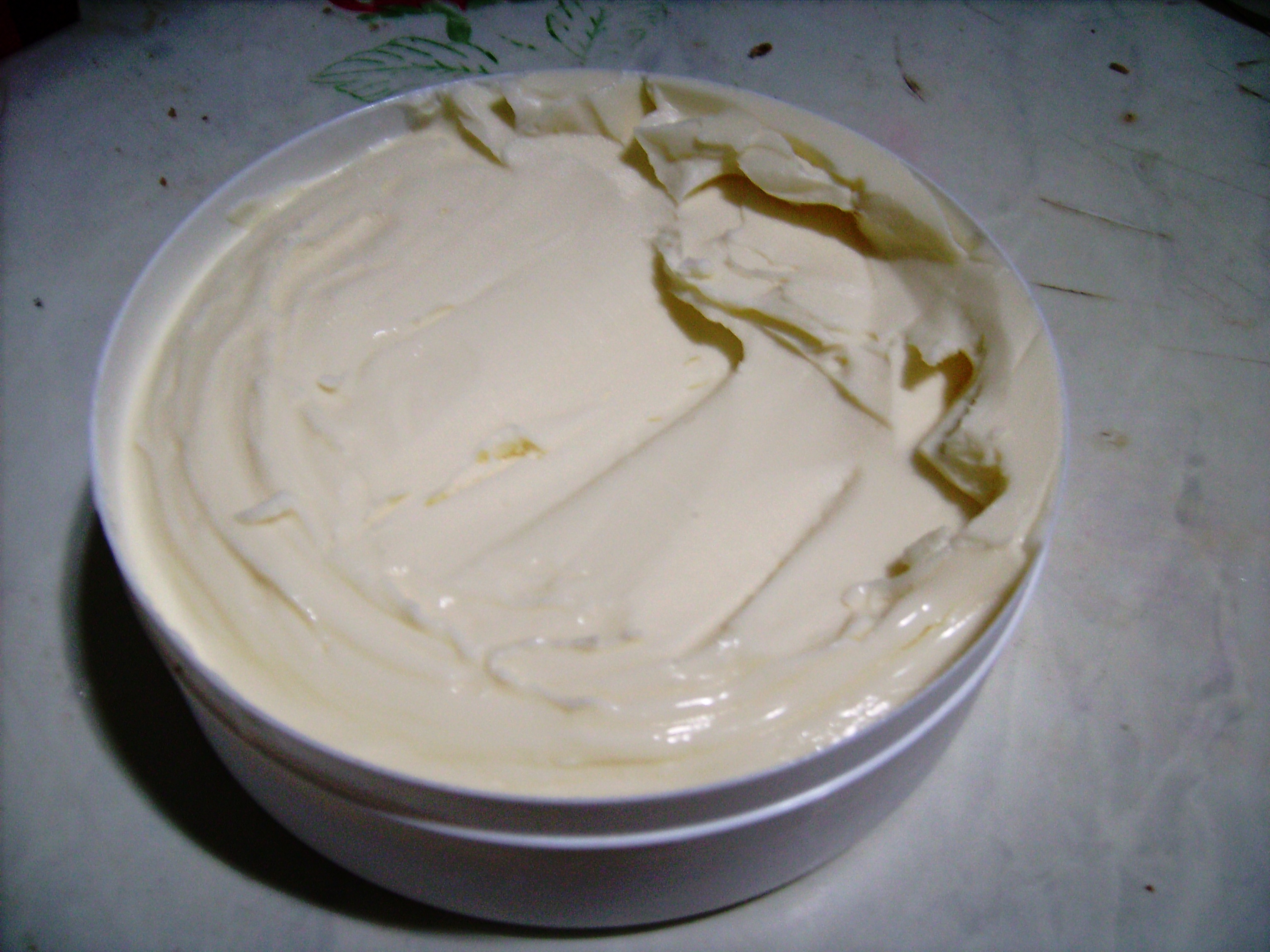
카투피리

카투피리(Catupiry)는 브라질의 헤케이장 브랜드이다.

## 이름
"카투피리"(Catupiry)의 어원은 고대 투피어로 "아주 좋다"는 뜻의 "카투프르브(katupyryb)"이며, 이때 "카투(katu)"는 "좋다"를, "프르브(pyryb)"는 "아주"를 뜻한다.
상표명이지만, 브라질에서 피자나 파스테우, 코시냐 등 여러 음식에 넣는 부드러운 헤케이장을 가리키는 일반명사화되었다. 두부(포르투갈어: tofu 토푸[*])로 만든 채식 헤케이장을 "토푸피리(tofupiry)"라 부르기도 한다.

## 사진

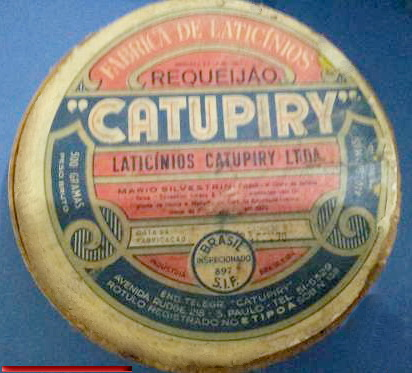
카투피리 상자
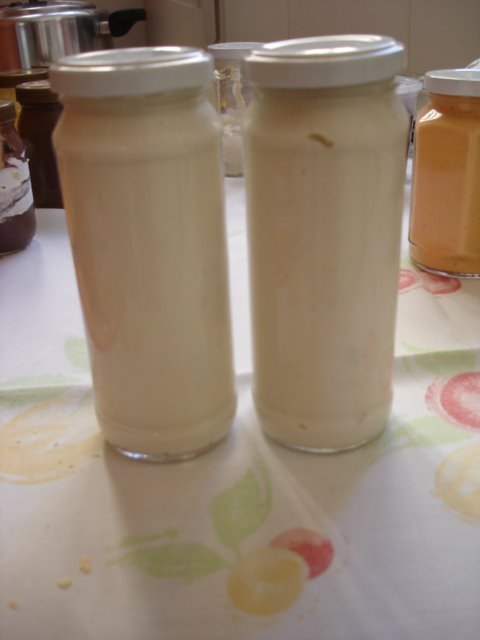
토푸피리